# Kinugasa (cruzador)
O Kinugasa (衣笠) foi um cruzador pesado operado pela Marinha Imperial Japonesa e a segunda e última embarcação da Classe Aoba, depois do Aoba. Sua construção começou em outubro de 1924 nos estaleiros da Kawasaki e foi lançado ao mar em outubro de 1926, sendo comissionado na frota japonesa em setembro do ano seguinte. Era armado com uma bateria principal composta por seis canhões de 203 milímetros montados em três torres de artilharia duplas, tinha um deslocamento de mais de dez mil toneladas e alcançava uma velocidade máxima de 34 nós.
O Kinugasa teve um início de carreira tranquilo durante o período de paz. Na Segunda Guerra Mundial, participou das invasões da Ilha Wake e Guam em 1941, enquanto no início do ano seguinte participou da Campanha da Nova Guiné e da Batalha do Mar de Coral. Foi em seguida designado para operações em suporte da Campanha de Guadalcanal, lutando nas batalhas Ilha Savo em agosto, Cabo Esperança em outubro e Naval de Guadalcanal em novembro. Nesta última, o cruzador foi alvo de diversos ataques aéreos a acabou afundando na manhã de 13 de novembro.